# Impasse Baudricourt
L'impasse Baudricourt est une voie du 13e arrondissement de Paris située dans le quartier de la Gare.

## Situation et accès
L'impasse Baudricourt est desservie à proximité par les lignes 7 et 14 à la station Tolbiac.

## Origine du nom
Elle porte le nom de Robert de Baudricourt, compagnon d'armes de Jeanne d'Arc, en raison de son débouché dans la rue Baudricourt.

## Historique
La voie est ouverte sous le nom de « cité Ravel » et prend sa dénomination actuelle en 1929.